# Stadtgericht Landsberg
Das Stadtgericht Landsberg war bis 1849 ein preußisches Land- und Stadtgericht mit Sitz in Landsberg.

## Geschichte
Der Ordens-Hochmeister Luther von Braunschweig verlieh Landsberg 1335 das Kulmer Stadtrecht. Dieses schloss die Niedere Gerichtsbarkeit ein. Das Stadtgericht Landsberg war ab 1808 ein Gericht 2. Klasse im Sprengel des Oberlandesgerichts Königsberg.
1837 umfasste der Gerichtsbezirk die Stadt Landsberg mit 1725 Gerichtseingesessenen. Hinzu kamen 17 Ortschaften mit 1688 Gerichtseingesessenen (zusammen also 3413 Gerichtseingesessene). Am Gericht waren ein Stadtrichter und ein Unterbeamter beschäftigt.
Nach der Märzrevolution wurden 1849 einheitlich Kreisgerichte gebildet. In Landsberg entstand die Gerichtskommission Landsberg des Kreisgerichts Bartenstein.